# Saleen S7
La Saleen S7 è un'automobile sportiva prodotta dalla casa automobilistica statunitense Saleen dal 2001 al 2006 e destinata all'utilizzo sia stradale che in pista, tanto che veniva utilizzata nel campionato FIA GT.
In Italia era importata e distribuita dalla DR Automobiles Groupe.

## Versioni
- Saleen S7
- Saleen S7 Twinturbo
- Saleen S7R (da gara)

## Motori
La Saleen S7 ha un 8 cilindri in alluminio da 7 000 cm³.
La S7 Twinturbo, come dice già il nome, ha lo stesso motore ma sovralimentato da due turbocompressori. Tutte le versioni dispongono di un cambio a sei marce.
Saleen S7:
- potenza: 423 kW (575 CV)
- coppia massima: 712 Nm
- giri/min massimi: 6 500

Saleen S7 Twinturbo:
- potenza: 560 kW (760 CV)
- coppia massima: 949 Nm
- giri/min massimi: 7 000

Saleen S7R:
- potenza: circa 440 kW (600 CV)

## Prestazioni dichiarate
Saleen S7:
- 0-100 km/h: 3,1 secondi
- Velocità massima: 366 km/h

Saleen S7 Twinturbo:
- 0-100 km/h: 2,79 secondi

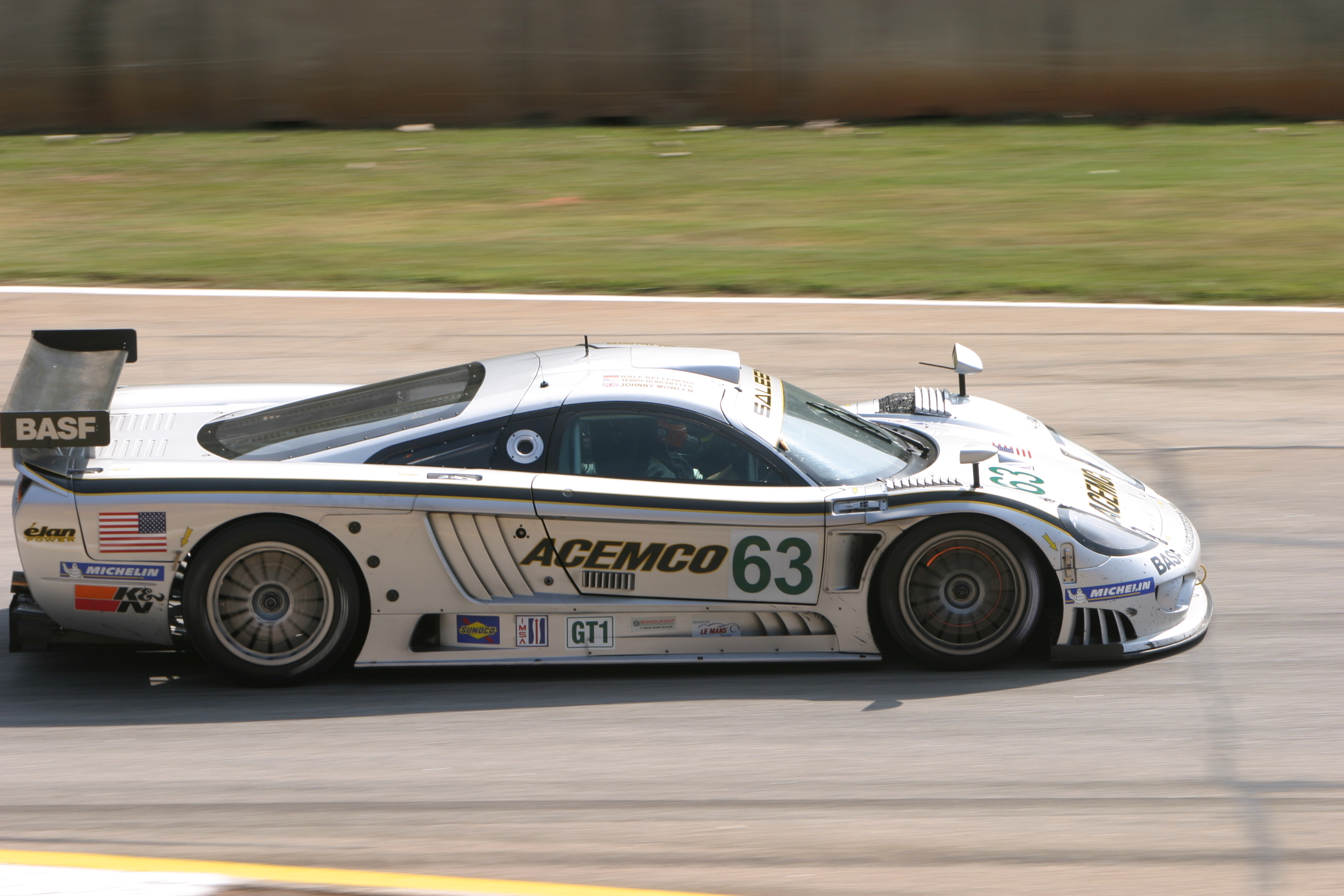
Saleen S7R

- Velocità massima: 391,5-392 km/h